# Sven-Ole Thorsen
Pour les articles homonymes, voir Thorsen.
Sven-Ole Thorsen, né le 24 septembre 1944 à Copenhague, est un acteur, culturiste et karatéka danois (ceinture noire). Il est connu pour avoir joué dans une dizaine de films avec son ami Arnold Schwarzenegger (à ce jour, il est l'acteur à avoir le plus collaboré avec ce dernier), et avoir été le compagnon de Grace Jones.

## Filmographie
(avril 2024).
| Année | Titre                                             | Rôle                                                 | Notes                      |
| ----- | ------------------------------------------------- | ---------------------------------------------------- | -------------------------- |
| 1977  | Pas på ryggen, professor                          | Håndlanger                                           |                            |
| 1982  | Conan le Barbare                                  | Thorgrim                                             | (as Sven Ole Thorsen)      |
| 1984  | Conan le Destructeur                              | Togra                                                | (as Sven Ole Thorsen)      |
| 1986  | Red Sonja                                         | -                                                    | Stunts (uncredited)        |
| 1986  | Le Contrat                                        | Patrovita's Bearded Bodyguard (uncredited)           | Cascades                   |
| 1987  | L'Arme fatale                                     | Mercenary                                            | (as Sven Thorsen)          |
| 1987  | Predator                                          | Officier russe (uncredited)                          |                            |
| 1987  | Running Man                                       | Sven                                                 | (as Sven Thorsen)          |
| 1987  | Un couple à la mer                                | Olaf, Stayton Flunky (uncredited)                    |                            |
| 1988  | Double Détente                                    | Nikolai                                              |                            |
| 1988  | Jumeaux                                           | Sam Klane                                            |                            |
| 1989  | Pink Cadillac                                     | Birthright Thug                                      |                            |
| 1989  | SOS Fantômes 2                                    | -                                                    | Stunts                     |
| 1990  | À la poursuite d'Octobre rouge                    | Russian Chief of the Red October                     |                            |
| 1990  | Total Recall                                      | -                                                    | Trainer                    |
| 1991  | Abraxas, Guardian of the Universe (en)            | Secundus                                             |                            |
| 1991  | Harley Davidson et l'Homme aux santiags           | David                                                |                            |
| 1992  | La mort vous va si bien                           | -                                                    | Stunts (uncredited)        |
| 1992  | Dead On: Relentless II aka Relentless II: Dead On | Mechanic (Patrick Vergano)                           | Cascades                   |
| 1992  | L'Arme fatale 3                                   | Henchman #2                                          |                            |
| 1992  | Dracula                                           | -                                                    | Cascades (as Sven Thorsen) |
| 1993  | Glass Shadow                                      | Doorman                                              | (as Sven Thorsen)          |
| 1993  | Cavale sans issue                                 | Prisoner                                             |                            |
| 1993  | Nemesis                                           | Cyborg Interrogating Old Woman (uncredited)          | Cascades                   |
| 1993  | Dragon, l'histoire de Bruce Lee                   | The Demon                                            |                            |
| 1993  | Last Action Hero                                  | Gunman                                               |                            |
| 1993  | Chasse à l'homme                                  | Stephan                                              |                            |
| 1994  | A Little Tailor's Christmas Story                 | Schultz                                              |                            |
| 1994  | The Dangerous                                     | Sven                                                 |                            |
| 1994  | Terrain miné                                      | Otto                                                 | (as Swen-Ole Thorsen)      |
| 1994  | A Low Down Dirty Shame aka Mister Cool            | Thug (uncredited)                                    | Cascades (as Sven Thorsen) |
| 1995  | The Viking Sagas aka The Icelandic Sagas          | Gunnar                                               |                            |
| 1995  | No Exit aka Fatal Combat                          | Darcona                                              |                            |
| 1995  | Mort ou vif                                       | Gutzon                                               |                            |
| 1995  | Les Glandeurs                                     | La Fours                                             | Cascades (as Sven Thorsen) |
| 1995  | Heat                                              | -                                                    | Cascades (uncredited)      |
| 1996  | The Undercover Kid aka How I Saved the President  | Terrorist #1                                         |                            |
| 1996  | Fox Hunt                                          | Huge man                                             |                            |
| 1996  | L'Effaceur                                        | Russian Gunman (uncredited)                          | Cascades                   |
| 1996  | À l'épreuve des balles                            | Gunman at Motel (uncredited)                         | Cascades                   |
| 1996  | La Course au jouet                                | -                                                    | Cascades (as Sven Thorsen) |
| 1997  | Breakdown                                         | -                                                    | Stunts Only                |
| 1997  | Back in Business aka Heart of Stone               | -                                                    | Stunts Only                |
| 1997  | Batman & Robin                                    | -                                                    | Stunts Only                |
| 1997  | George de la jungle                               | Mercenary (Gunther)                                  | (as Sven-Ole-Thorsen)      |
| 1997  | Kull le conquérant                                | King Borna                                           |                            |
| 1998  | Ultime combat                                     | Sven                                                 |                            |
| 1998  | Best of the Best 4 - Le feu aux poudres           | Boris                                                |                            |
| 1998  | Soldier                                           | -                                                    | Stunts Only                |
| 1998  | Winchell                                          | German Man                                           |                            |
| 1999  | Foolish                                           | Paris                                                |                            |
| 1999  | Le 13e Guerrier                                   | Would-Be King                                        |                            |
| 1999  | La Fin des temps                                  | Thug (uncredited)                                    | also Utility Stunts        |
| 2000  | Ready to Rumble                                   | -                                                    | Stunts Only                |
| 2000  | Façade                                            | General Schweinkopf                                  | (as Sven Ole-Thorsen)      |
| 2000  | Gladiator                                         | Tigris of Gaul (Tiger)                               | Won Stunt Award            |
| 2000  | L'Alternative aka Agent of Death                  | Secret Service Agent (uncredited)                    |                            |
| 2001  | The Gristle                                       | Butcher Boy                                          |                            |
| 2001  | Bandits                                           | Oregon State Prison Guard on Watchtower (uncredited) |                            |
| 2001  | Route 666                                         | Russian Hitman                                       |                            |
| 2001  | Extreme Honor aka Last Line of Defence 2          | Baker's Bodyguard                                    |                            |
| 2002  | Hollywood Next 8 Exits                            | The Landlord                                         |                            |
| 2002  | Dommage collatéral                                | Bomb Victim (uncredited)                             |                            |
| 2002  | La Somme de toutes les peurs                      | Haft                                                 |                            |
| 2003  | Masked and Anonymous                              | -                                                    | Stunts (as Sven Thorsen)   |
| 2003  | Charlie's Angels 2 : Les anges se déchaînent !    | Machine Gun Mongol (uncredited)                      |                            |
| 2003  | Bienvenue dans la jungle                          | Goon (uncredited)                                    |                            |
| 2003  | Timecop 2 : La décision de Berlin                 | SS Body Guard                                        | (as Sven Ole Thorson)      |
| 2004  | Entre les mains de l'ennemi                       | U 429: Hans                                          |                            |
| 2004  | Dodgeball ! Même pas mal !                        | Lumberjack hit by ball (uncredited)                  | Stunts (uncredited)        |
| 2004  | Collatéral                                        | -                                                    | Stunt Driver Only          |
| 2004  | Hidalgo                                           | The Laughing Raider (uncredited)                     |                            |
| 2005  | Otage                                             | Hooded Thug Guarding Hostages (uncredited)           |                            |